# 哈特穆特·沙德
哈特穆特·沙德（德語：Hartmut Schade，1954年11月13日—），德国男子足球运动员，司职中场。他曾代表东德国奥队参加1976年夏季奥林匹克运动会足球比赛，获得一枚金牌。